# Blau de metilè
El blau de metilè, el nom sistemàtic del qual és clorur de metiltionina, és un colorant que es fa servir principalment per tractar la metahemoglobinèmia. També s'utilitza en els laboratoris per tenyir les cèl·lules. És un compost químic heterocíclic aromàtic amb fórmula molecular C16H18ClN₃S.

## Usos
El blau de metilè s'utilitza com colorant per a tenyir certes parts del cos abans o durant la cirurgia. El seu ús és principalment com antisèptic i cicatritzant intern. També s'utilitza com a colorant en les tincions per l'observació al microscopi.
L'empresa farmacèutica TauRx Therapeutics ha comprovat que l'ús del blau de metilè (Rember©) retarda la deterioració de les funcions cognitives dels malalts d'Alzheimer. De totes maneres, la formulació emprada en els assajos clínics no és la utilitzada per a tenyir les cèl·lules i, per tant, no ha d'utilitzar-se. Encara que el mecanisme és la inhibició de l'agregació de Proteïna Tau, sembla que millora la funció mitocondrial. Per això, s'ha proposat que també podria ser utilitzat en la lluita contra la malaltia de Parkinson.
Es fa servir en l'aqüicultura de peixos tropicals per tractar les infeccions fúngiques. També pot ser efectiu per tractar peixos infectats amb el paràsit protozou ich: Ichthyophthirius multifiliis.

## Propietats
Aquesta substància té forma de cristalls o pols cristal·lí i presenta un color verd fosc, amb lluentor bronzejada. És inodor o pràcticament insípid. És estable a l'aire. Les seves solucions en aigua o en alcohol són de color blau profund. És fàcilment soluble en l'aigua i en cloroform; també és moderadament soluble en alcohol.